# 1225 Ariane
1225 Ariane è un asteroide della fascia principale. Scoperto nel 1930, presenta un'orbita caratterizzata da un semiasse maggiore pari a 2,2337056 UA e da un'eccentricità di 0,0740272, inclinata di 3,07789° rispetto all'eclittica.
Il suo nome fa riferimento ad Ariane Leprieur, la protagonista di Le Chemin de crête, opera dello scrittore francese Gabriel Marcel.